# Oltář svatého Salvátora (Osenice)
Oltář svatého Salvátora je kulturní památka v Osenici - části obce Dětěnice v okrese Jičín.

## Historie
Oltář pochází z roku 1713. Autor není znám, nicméně historici spekulují, že šlo o někoho z Brokoffovy dílny. Oltář je památkově chráněn od roku 1958.

## Popis
Zachovalý procesní oltář se skládá z hranolovitého podstavce. Na čelní stěně podstavce jsou v pásové kompozici mělké reliéfy s vegetabilní ornamentikou. Ve spodní části je text:
Imago Salvatoris nostri Jasu Christin regiaet dotaliti civilitate Chrudimi miraculis celebris

Retabulum tvaru šestiúhelníku je bohatě členěno vysokými reliéfy s vegetabilní a antropomorfní ornamentikou. Ve střední části je vypouklým zdobeným rámem lemována nika s reliéfním poprsím Salvátora Chrudimského v obrazovém rámu neseném dvěma anděli, další dva andělé přidržují v horní části korunu.
Ve vrcholu horní části je polopostava svaté Rosálie - korpus v pravé ruce, růžový věnec na hlavě, další dvě polopostavy zakomponované do velkých květů se nacházejí po stranách oltáře: vpravo svatý Roch s kloboukem a holí, vlevo svatý Šebestián, přivázaný ke kmeni stromu. Pod portrétem Salvátora je Panna Maria, na podstavci je znak ohraničený ve vrchní části náznakem koruny.